# Religioni nonteistiche
Per religioni nonteistiche si intendono tutte quelle religioni che sono caratterizzate dall'assenza o dal rifiuto del teismo o di qualsiasi credenza relativa a uno o più dei. Le religioni nonteistiche rappresentano quindi una forma di nonteismo legata tuttavia a un approccio di carattere religioso oppure etico.